# Gasteracantha theisii
Gasteracantha theisii är en spindelart. Gasteracantha theisii ingår i släktet Gasteracantha och familjen hjulspindlar.

## Underarter
Arten delas in i följande underarter:
- G. t. antemaculata
- G. t. keyana
- G. t. quadrisignatella